# Helen Homans
Pour les articles homonymes, voir Homans.
Helen Homans (8 février 1877 à New York - 29 mars 1949) est une joueuse de tennis américaine du début du XXe siècle.
Elle s'est notamment imposée en 1906 en simple dames à l'US Women's National Championship, un an après y avoir triomphé en double dames aux côtés de Carrie Neely.

## Palmarès (partiel)

### Titre en simple dames
| No | Date       | Nom et lieu du tournoi                  | Catégorie | Surface      | Finaliste           | Score    |          |
| -- | ---------- | --------------------------------------- | --------- | ------------ | ------------------- | -------- | -------- |
| 1  | 19/06/1906 | US National Championships, Philadelphie | G. Chelem | Gazon (ext.) | Maud Barger Wallach | 6-2, 6-3 | Parcours |

### Finale en simple dames
| No | Date       | Nom et lieu du tournoi                  | Catégorie | Surface      | Vainqueure      | Score         |          |
| -- | ---------- | --------------------------------------- | --------- | ------------ | --------------- | ------------- | -------- |
| 1  | 20/06/1905 | US National Championships, Philadelphie | G. Chelem | Gazon (ext.) | Elisabeth Moore | 6-4, 5-7, 6-1 | Parcours |

### Titres en double dames
| No | Date       | Nom et lieu du tournoi                 | Catégorie | Surface      | Partenaire     | Finalistes                          | Score    |          |
| -- | ---------- | -------------------------------------- | --------- | ------------ | -------------- | ----------------------------------- | -------- | -------- |
| 1  | 1905       | Cincinnati tournament Cincinnati       |           | Dur (ext.)   | Myrtle McAteer | May Sutton Lula Belden              | 6-1, 6-3 |          |
| 2  | 20/06/1905 | US National Championships Philadelphie | G. Chelem | Gazon (ext.) | Carrie Neely   | Virginia Maule Marjorie Oberteuffer | 6-0, 6-1 | Parcours |

### Finales en double dames
| No | Date       | Nom et lieu du tournoi                 | Catégorie | Surface      | Vainqueures                        | Partenaire      | Score     |          |
| -- | ---------- | -------------------------------------- | --------- | ------------ | ---------------------------------- | --------------- | --------- | -------- |
| 1  | 19/06/1906 | US National Championships Philadelphie | G. Chelem | Gazon (ext.) | Ann Burdette Coe Ethel Bliss-Platt | Clover Boldt    | 6-4, 6-4  | Parcours |
| 2  | 07/06/1915 | US National Championships Philadelphie | G. Chelem | Gazon (ext.) | Hazel Hotchkiss Eleonora Sears     | Augusta Bradley | 10-8, 6-2 | Parcours |

## Parcours en Grand Chelem (partiel)
Si l’expression « Grand Chelem » désigne classiquement les quatre tournois les plus importants de l’histoire du tennis, elle n'est utilisée pour la première fois qu'en 1933, et n'acquiert la plénitude de son sens que peu à peu à partir des années 1950.

### En simple dames
| Année | - | - | Championnat de France | Championnat de France | Wimbledon | Wimbledon | US National        | US National     |
| ----- | - | - | --------------------- | --------------------- | --------- | --------- | ------------------ | --------------- |
| 1904  | - | - | -                     | -                     | -         | -         | All comer's finale | May Sutton      |
| 1905  | - | - | -                     | -                     | -         | -         | Finale             | Elisabeth Moore |
| 1906  | - | - | -                     | -                     | -         | -         | Victoire           | Maud Barger     |

À droite du résultat, l’ultime adversaire.

### En double dames
| Année | - | - | Championnat de France | Championnat de France | Wimbledon | Wimbledon | US National             | US National               |
| ----- | - | - | --------------------- | --------------------- | --------- | --------- | ----------------------- | ------------------------- |
| 1891  | - | - | -                     | -                     | -         | -         | 1/2 finale Ann Burdette | Mabel Cahill Emma Leavitt |
| 1904  | - | - | -                     | -                     | -         | -         | 1/2 finale Sarah Coffin | Miriam Hall May Sutton    |
| 1905  | - | - | -                     | -                     | -         | -         | Victoire Carrie Neely   | V. Maule Oberteuffer      |
| 1906  | - | - | -                     | -                     | -         | -         | Finale Clover Boldt     | Ann Burdette Ethel Bliss  |
| 1915  | - | - | -                     | -                     | -         | -         | Finale A. Bradley       | H. Hotchkiss E. Sears     |

Sous le résultat, la partenaire ; à droite, l’ultime équipe adverse.

### En double mixte
| Année | - | - | Championnat de France | Championnat de France | Wimbledon | Wimbledon | US National            | US National         |
| 1905  | - | - | -                     | -                     | -         | -         | 1/2 finale H. F. Allen | A. Hobart C. Hobart |

Sous le résultat, le partenaire ; à droite, l’ultime équipe adverse.